# Stick It to Ya
| Recensione | Giudizio |
| ---------- | -------- |
| AllMusic   |          |

Stick It to Ya è il primo album in studio del gruppo musicale statunitense Slaughter, pubblicato il 27 gennaio 1990 dalla Chrysalis Records.
Trainato da quattro singoli che ricevettero enorme successo su MTV, l'album ha venduto oltre 2 milioni di copie nei soli Stati Uniti.
Il disco è stato ristampato dalla Capitol Records nel 2003 con l'aggiunta di alcune tracce bonus.

## Tracce
Tutte le canzoni sono state scritte, arrangiate e prodotte da Mark Slaughter & Dana Strum.
1. Eye to Eye – 3:57
2. Burnin' Bridges – 4:06
3. Up All Night – 4:17
4. Spend My Life – 3:21
5. Thinking of June – 1:05
6. She Wants More – 3:54
7. Fly to the Angels – 5:08
8. Mad About You – 4:08
9. That's Not Enough – 3:26
10. You Are the One – 3:56
11. Gave Me Your Heart – 3:51
12. Desperately – 3:34
13. Loaded Gun – 4:19

Tracce bonus
1. Fly to the Angels (Acoustic) – 3:23
2. Wingin' It – 1:12

Ristampa del 2003
1. Mad About You (Original Demo)
2. She Wants More (Original Demo)
3. Up All Night (Original Demo)
4. Fly to the Angels (Original Demo)

## Singoli
- Up All Night / Eye to Eye - 17 aprile 1990 - Chrysalis 23486 #27 US Hot 100
- Fly to the Angels / Desperately - 23 luglio 1990 - Chrysalis 23527 #19 US Hot 100
- Spend My Life / She Wants More - 4 dicembre 1990 - Chrysalis 23605 #39 US Hot 100
- Mad About You / Up All Night (Live) - 3 aprile 1991 - Chrysalis 23699

## Formazione

### Gruppo
- Mark Slaughter – voce, chitarra ritmica, tastiere
- Tim Kelly – chitarra solista, cori
- Dana Strum – basso, cori
- Blas Elias – batteria, percussioni, cori

### Altri musicisti
- Todd Cooper – corni
- Geri Miller – rumori

### Produzione
- Mark Slaughter & Dana Strum – produzione
- Scott Cadwallader – produzione esecutiva
- Andy Chappel – ingegneria del suono
- Brian Malouf – missaggio
- Bob Ludwig – mastering presso il Masterdisk di New York
- Glen Wexler, Hugh Syme – direzione artistica
- Glen Wexler – fotografie

## Classifiche

### Classifiche settimanali
| Classifica (1990/91) | Posizione massima |
| -------------------- | ----------------- |
| Canada               | 45                |
| Germania             | 58                |
| Stati Uniti          | 18                |
| Svizzera             | 32                |

### Classifiche di fine anno
| Classifica (1990) | Posizione |
| ----------------- | --------- |
| Stati Uniti       | 23        |
| Classifica (1991) | Posizione |
| Stati Uniti       | 68        |